# Pseudochalcia
Pseudochalcia là một chi bướm đêm thuộc họ Noctuidae.

## Loài
- Pseudochalcia aranka Hacker & Ronkay, 1992
- Pseudochalcia inconspicua Graeser, 1888
- Pseudochalcia shugnana Sheljuzhko, 1929